# Faixa Araguaia
A Faixa Araguaia é uma unidade orogênica do Neoproterozoico, que constitui a porção setentrional da Província Tocantins. Era denominada Cinturão Paraguai - Araguaia, devido aos constantes eventos colisionais que fazem parte do evento brasiliano ou pan-africano, de idade Neoproterozoica (~1000 Ma.- 600 Ma.). Nesses eventos foram gerados cinturões orogênicos que hospedam a maior parte da litosfera convergida, tanto pela subducção da litosfera oceânica nas fases pré-colisionais quanto pelas dobras e movimentos compressivos ao longo das antigas margens continentais. Originados nesse período, foram identificados três cinturões orogênicos, chamados de Paraguai, Araguaia e Brasília, que juntos, bordejam a Província Tocantins.
A localização da Faixa Araguaia se encontra a sudeste do Cráton Amazônico. Em relação à Província Tocantins, situa-se no segmento ocidental com cerca de 1000 km de extensão, com orientação sub-meridiana.
É composta principalmente por uma sucessão de rochas metamórficas psamíticas e pelíticas, e localmente de rochas carbonáticas, reunidas no Supergrupo Baixo Araguaia. Além disso, vários corpos máfico-ultramáficos de natureza ofiolítica, rochas intrusivas gabróicas a graníticas, e rochas vulcânicas, se associam à sequência supracrustal. A Faixa Araguaia tem seu limite leste recoberto por rochas sedimentares da Bacia do Parnaíba (Paleozóico-Mesozóico), enquanto que a oeste as rochas de baixo grau metamórfico estão assentadas em discordância angular ou por cavalgamento sobre as rochas do Arqueano-Paleoproterozóicas do Cráton Amazônico. No domínio sul-sudeste confronta-se com terrenos gnáissicos e granulíticos do Paleoproterozóico pertencentes ao Complexo Rio dos Mangues (2 Ga) e Porto Nacional (2,14 Ga). À sudoeste, está coberta por sedimentos neógenos da Bacia do Banana.

## Estratigrafia
As unidades estratigráficas da Faixa Araguaia repousam sobre o Complexo Xingu e são recobertas por unidades sedimentares Fanerozóicas a leste e norte. O Grupo Baixo Araguaia é constituído pelas formações Estrondo, Pequizeiro e Couto Magalhães. Corpos ofiolíticos e graníticos se associaram a esse grupo e em sua parte central depositou-se a Formação Rio das Barreiras.
A Formação Estrondo encontra-se na parte oriental da da faixa de dobramentos Paraguai-Araguaia e o seu limite leste é encoberto por sedimentos paleozóicos da Bacia do Maranhão. O contato entre a Formação Estrondo e o Complexo Basal Goiano ocorre a sul de Paraíso do Norte. Já o contato com a Formação Pequizeiro ocorre a oeste. A base dessa formação apresenta gnaisses e quartzitos e o topo é mais abundante em xisto.
A Formação Couto Magalhães é constituída por filitos cinza com intercalações lenticulares de quartzitos, em um metamorfismo de fácies xisto verde. A leste, ocorre o contato com a Pequizeiro e a oeste com o Complexo Xingu em uma discordância angular. Vale ressaltar que há dois tipos de limites do Craton Amazônico. O primeiro, a norte das cabeceiras do Rio Vermelho, por falha de empurrão, que projetou a Formação Couto Magalhães, já dobrada e metamorfizada, sobre o Complexo Xingu. E o segundo, a sul das cabeceiras do Rio Vermelho, que não envolve falha.
A Formação Pequizeiro também ocorre em fácies xisto verde e representa a parte oriental do Tocantins. A biotita e muscovita são observadas na parte leste e sericita na oeste. Há também numerosos corpos ofiolíticos no vale do rio Araguaia. Esses corpos se introduziram tanto na Formação Couto Magalhães quanto na Formação Pequizeiro. Já os granitos observados na região incidem apenas na parte oriental em associação com a Formação Estrondo.
A Formação Rio das Barreiras é observada em manchas isoladas no centro da faixa do Grupo Baixo Araguaia e se encontra em discordância angular sobre a Formação Pequizeiro. Ela é constituída por conglomerados polimíticos com intercalações de siltitos e arenitos finos. Essas rochas não exibem metamorfismo e nem deformação.

## Evolução tectônica
A evolução da Faixa Araguaia teve início a partir da formação de uma bacia tipo hemigraben, formada por descontinuidades levemente inclinadas para leste, onde ocorreu a deposição do pacote sedimentar Baixo Araguaia como uma seqüência transgressiva, ligada a uma margem passiva. Acredita-se que a formação da bacia Araguaia se deu em torno de 1,0 Ga, por meio de um evento de rifteamento crustal, evidenciado por plutons félsicos alcalinos. O final do evento Brasiliano, responsável pela inversão da bacia Araguaia, foi marcada pela intrusão de corpos graníticos e por uma geração de estruturas, resultantes de uma fase inicial de empurrões com componente oblíqua sinistral e de vergência para WNW, e uma fase final que compreende a intensificação dos empurrões e desenvolvimento de rampas laterais. Estas estruturas são entendidas como efeito da colagem da Faixa Araguaia ao Cráton Amazônico, ocorrida provavelmente no paleoproterozoico. A segunda geração de estruturas é representada por zonas de cisalhamento  transcorrentes, dúctil-rúpteis, atribuídas ao evento Brasiliano.
O evento distensional de formação da bacia alcançou o estágio de oceanização, representado pelos corpos máfico-ultramáficos ofiolíticos da Serra do Tapa e Complexo Quatipuru, localizados na porção oeste da Faixa Araguaia. Soleiras de basalto/diabásio foram descritas na porção setentrional da Faixa Araguaia, em meio as rochas metassedimentares do Grupo Tocantins. Correspondem a complexos sill-sedimento, que podem representar manifestações magmáticas preliminares em bacias oceânicas embrionárias. O estágio de oceanização da Faixa Araguaia possui duas interpretações em termos de sua magnitude. A primeira consistiria numa bacia restrita, do tipo Mar Vermelho, e a outra numa bacia oceânica evoluída.

## Recursos minerais
As peculiaridades das faixas orogênicas são comumente associadas aos processos endógenos responsáveis pela sua configuração e diversidade petrogenética. Nesse contexto, magmatismo, metamorfismo e hidrotermalismo atuam fortemente como processos formadores de depósitos minerais, em especial aqueles associados a complexos ofiolíticos.
A relevância dos corpos ofiolíticos no estudo de mineralizações da Faixa Araguaia está associada, inicialmente, à sua relação com os múltiplos estágios da construção da litosfera oceânica, que gerou também depósitos de sulfeto polimetálico e cromita. Posteriormente, os depósitos auríferos foram gerados como produto do metamorfismo e os depósitos de níquel laterítico resultantes de enriquecimento supergênico.
Mineralizações sulfetadas polimetálicas de Cu-Zn-Pb na Faixa Araguaia  formam a chamada mineralização sulfetada estratiforme de São Martim, depositada em ambiente de talude e assoalho oceânico (diamictitos negros e ruditos). A análise de inclusões fluidas por Villas et al (2007) sugeriu que a gênese desses depósitos está associada a fluidos exalativos ou água conata, que interagiram com sistemas evaporíticos. A prospecção desses depósitos pode ser norteada pela busca por soleiras de basalto/diabásio em meio às sequências metassedimentares, em especial as rochas clásticas do Grupo Tocantins .
Depósitos de cromita nos ofiolitos da Faixa Araguaia correspondem a corpos pequenos dispostos em fragmentos de peridotito mantélico, mas podem ocorrer tanto na forma de pods na seção mantélica como em camadas estratiformes. Grande parte desses depósitos se concentra no Complexo Quatipuru e no Morro Grande e possuem semelhança com líquidos de basaltos de cadeias meso-oceânicas (MORB) – indicando que foram formados em zonas de expansão oceânica sobre uma zona de subducção.
Depósitos auríferos na região tiveram seu desenvolvimento primário associado a disseminações nos quartzo-clorita xistos e em veios de quartzo, ambos na Formação Pequizeiro. O teor de minério é cerca de 6 vezes maior em veios de quartzo e rochas intemperizadas em relação à rocha-sã.
Por fim, ofiolitos da Faixa Araguaia abrigam também depósitos de níquel laterítico, formados em maciços serpentinizados de perfis de intemperismo bem desenvolvidos em zonas elevadas do Complexo Quatipuru e Serra do Tapa. A evolução do intemperismo nesses perfis é resultado da disposição dos envelopes de listwanito em torno do núcleo de rochas ultramáficas.